# Francisco Sanches

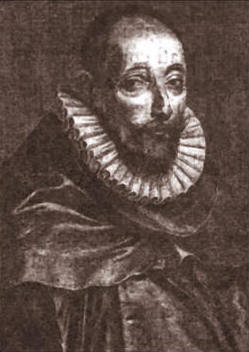
Francisco Sanches.

Francisco Sanches, latiniserat Franciscus Sanctius, född 1550 i Tui, Galicien, död den 16 november 1623, var en portugisisk läkare, filosof och matematiker.
Sanches var son till en judisk läkare och verkade som professor i medicin och filosofi i Montpellier och Toulouse. Han tillhörde de skeptiska tänkare, som under renässanstiden bröt med medeltidens auktoritetsbundna spekulation och i stället hänvisade till erfarenheten som kunskapskällan. Vårt ändliga förstånd kan inte fatta Guds oändliga väsen. Vi kan därför inte med vårt vetande nå verklighetens yttersta grund, utan endast de sekundära orsakerna, men rörande dessa har vetenskapen oändliga arbetsuppgifter. Hans huvudarbete bär titeln Tractatus de multum nobili et prima universali scientia, quod nihil scitur (1581).